# Henriette Spitzeder
Pour les articles homonymes, voir Spitzeder.
Henriette Spitzeder née Schüler, également appelée Henriette Spitzeder-Schüler, née le 18 mars 1800 à Dessau et morte le 30 novembre 1828 à Berlin, est une soprano d'opéra et actrice allemande. Elle commence sa carrière à Nuremberg. Avec son mari, le chanteur basse Josef Spitzeder, elle rejoint le Theater am Kärntnertor de Vienne et le Königsstädtisches Theater de Berlin. Le couple apparait souvent sur scène, notamment dans les rôles de Figaro et Susanna de l'opera buffa Les Noces de Figaro de Mozart.

## Biographie
Née Henriette Schüler à Dessau (principauté d'Anhalt-Dessau), elle est la fille du comédien Carl Schüler (1775-1809) et d'Eugénie Schüler née Bonasegla,. Sa mère, célèbre chanteuse d'opéra, est la fille du chanteur et musicien italien Giuseppe Bonasegla († 1820), professeur de musique au Philanthropin. Ses parents rejoignent plusieurs théâtres. À Kassel, elle étudie dans un internat (Erziehungsanstalt). Après la mort de son père en 1809, sa mère rejoint en 1812 le théâtre de la Cour de Karlsruhe,, où elle est également la professeure de chant d'Henriette.
Henriette Schüler fait ses débuts à l'âge de 14 ans à l'Opéra de Nuremberg, sous le pseudonyme de Dlle. Schäfer dans le rôle de la Reine de la nuit dans La Flûte enchantée de Mozart. Son intonation, sa voix pure et sa précision sont remarquées. Une critique de 1815 dans le Morgenblatt für gebildete Stände mentionne sa voix pleine et agréable (« volle, angenehme Stimme ») et sa musicalité (« gut musikalisch »). Elle joue également des rôles dans des pièces de théâtre. En 1816, elle épouse Josef Spitzeder, un chanteur basse. Le couple joue entre autres Figaro et Susanna dans Les Noces de Figaro de Mozart, et Sextus et Publius dans La clemenza di Tito. En 1819, elle et son mari rejoignent la troupe de l'opéra de cour Theater am Kärntnertor à Vienne, commençant à jouer le 22 avril dans les rôles de grand prêtre et de Donna Elvira dans l'opéra Le Sacrifice interrompu de Peter Winter. Elle devient particulièrement populaire dans le rôle de Zerlina dans Don Giovanni de Mozart et dans celui de Chérubin dans Les Noces de Figaro. Elle se produit également en tant qu'invitée, notamment au Königsstädtisches Theater de Berlin. Elle s'engage là avec son mari et connait le succès surtout dans les rôles de soprano légère. Elle se retire de la scène en 1828,, et meurt à Berlin en donnant naissance à son dixième enfant, alors qu'elle n'a pas que 28 ans.